# Kamień runiczny z Noleby

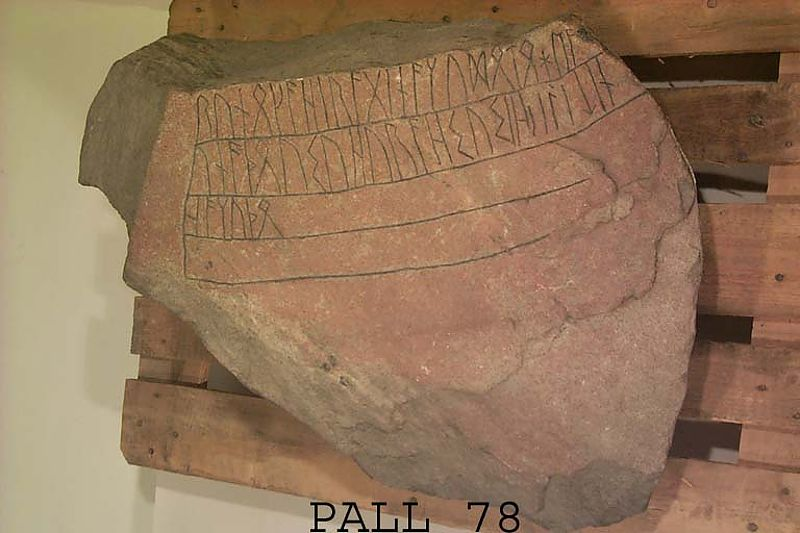
Kamień runiczny z Noleby

Kamień runiczny z Noleby (Vg 63) – datowany na VII wiek kamień runiczny, pochodzący z Noleby w prowincji Västergötland w Szwecji. Obecnie znajduje się w zbiorach Statens historiska museum w Sztokholmie.
Gnejsowy kamień ma kształt nieregularnego bloku o długości ok. 70 cm. Miejsce jego pierwotnej lokalizacji nie jest znane, został odkryty w 1894 roku, wmurowany w mur jednego z gospodarstw. Na jednym z jego boków znajduje się inskrypcja w fuþarku starszym, wyryta w poziomych liniach czytanych od lewej do prawej. Ubrany w formę poetycką tekst ma znaczenie magiczne, jedynie pierwsza linia poddaje się jednoznacznej interpretacji. Napis głosi:
runo fahi raginaku(n)do toje(k)a
unaþou suhurah susix hwatin
hakuþo
co znaczy:
Run piszę, od bogów się wywodzące, uspokojenie ... Oby odpędziły podobnego do jastrzębia.